# Yameo
El yameo és una llengua extingida de la família de llengües peba–yaguan que s'havia parlat al Perú. Es parlava a la vora del riu Amazones des del riu Tigre fins al riu Nanay, a la regió de Loreto.
El masamae (Mazán, Parara), parlat al riu Mazán al departament de Loreto, Perú, està estretament relacionat amb la llengua yameo.

## Dialectes
Els dialectes del yameo són Napeano, Masamai, Nahuapo, Amaona, Mikeano, Parrano, Yarrapo, Alabono, San Regino (?), Mazan (?), Camuchivo (?) segons Mason (1950).

## Vocabulari
Encara que extingit, el yameo és conegut mitjançant un vocabulari publicat per Loukotka (1968).
| català | Loukotka     |
| ------ | ------------ |
| cap    | wi-náto      |
| dent   | wi-é         |
| sol    | natéra       |
| un     | pwitér       |
| dos    | narámue      |
| tres   | pwiterorineo |